# 聖洛倫索德金蒂區

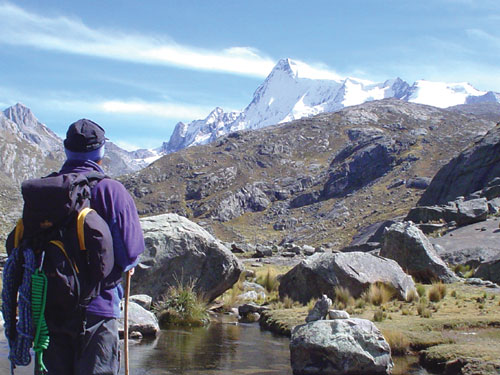

12°08′50″S 76°12′37″W / 12.1472°S 76.2104°W
聖洛倫索德金蒂區（西班牙語：Distrito de San Lorenzo de Quinti），是秘魯的一個區，位於該國中南部利馬大區的瓦羅奇里省，面積467.6平方公里，海拔高度2,680米，2005年人口1,631，人口密度每平方公里3.5人。